# 百々
『百々』（もも）はMONGOL800のインディーズデビュー後3枚目のアルバムである。2004年3月18日にリリース。
発売元はハイ・ウェーブ内のレーベル、TISSUE FREAK RECORDS。

## 内容
- 前作『MESSAGE』から約2年半の時を経てリリース。
- ジャケット、タイトルの題字は悟の書である。
- 「冬の思い出」「ヨロコビノウタ」「ROMEO+JULIET」の3曲は未収録である。
- オリコンで5週連続TOP10入り（最高3位）
- オリコンインディーズランキングで6週連続1位獲得、16週連続TOP10入り
- 歌詞カードのイラストは、同じ沖縄出身の版画家である儀間比呂志が担当した。

## 収録曲
| 全作詞: ウエズキヨサク、全作曲: MONGOL800。 |                    |                |            |
| #                                           | タイトル           | 作詞           | 作曲・編曲 |
| 1.                                          | 「WiND」           | ウエズキヨサク | MONGOL800  |
| 2.                                          | 「Rainy day」      | ウエズキヨサク | MONGOL800  |
| 3.                                          | 「ドキドキ」       | ウエズキヨサク | MONGOL800  |
| 4.                                          | 「ハナウタ」       | ウエズキヨサク | MONGOL800  |
| 5.                                          | 「あるがまま」     | ウエズキヨサク | MONGOL800  |
| 6.                                          | 「星の数 月の数」  | ウエズキヨサク | MONGOL800  |
| 7.                                          | 「リリー」         | ウエズキヨサク | MONGOL800  |
| 8.                                          | 「いつの日か」     | ウエズキヨサク | MONGOL800  |
| 9.                                          | 「カジュマルの木」 | ウエズキヨサク | MONGOL800  |

and Secret Track 「百々」

## 演奏
- 上江冽清作
  - Bass, Vocals
  - 三線 (Secret Track)
- 儀間崇：Guitar, Chorus
- 髙里悟：Drums, Chorus
- 古謝美佐子：唄、三線 (Secret Track)
- よなは徹：琉笛、琉琴 (Secret Track)